# Jætten Finn
Jætten Finn er en legende fra Lund. Ifølge et sagn skal han have bygget Lund Domkirke og samtidig lavet et væddemål med en munk. Hvis ikke munken kunne finde ud af hvad Finn hed, inden kirken var færdig, skulle han give jætten sine øjne. Netop da den sidste sten skulle lægges på plads kom munken løbende og råbte jættens navn. Munken havde nemlig hørt en jættekvinde synge for sine børn, og i sangen nævnte hun både munkeøjne og far Finn. Jætten blev meget vred over nederlaget, og gik ned til krypten, og tog fat i en pille for at rive kirken ned. Netop da blev han forvandlet til sten, og skrumpede desuden en smule. Derfor kan man i dag se en figur omfavne en pille i krypten under Lund Domkirke. En mere jordnær teori siger dog at skulpturen forestiller den bibelske figur Samson.